# Guy Mairesse
Paul Guy Mairesse (* 10. August 1910 in Warmeriville; † 24. April 1954 in Arpajon) war ein französischer Automobilrennfahrer.

## Karriere
Mairesse nahm an nur drei Grand-Prix-Rennen teil, sein erstes bestritt er am 3. September 1950 beim Großen Preis von Italien. Er konnte in keinem dieser Rennen, bei denen er in einem Rennwagen der Marke Talbot-Lago T26 antrat, Punkte verzeichnen. Sein letztes Grand-Prix-Rennen bestritt er am 1. Juli 1951 beim Großen Preis von Frankreich in Reims.
Mairesse verunglückte 1954 tödlich beim Training zum Coupe de Paris im Autodrome de Linas-Montlhéry. Bei dem Versuch, einem anderen Auto auszuweichen, fuhr er in eine angrenzende Betonmauer.

## Statistik

### Statistik in der Automobil-Weltmeisterschaft

#### Gesamtübersicht
| Saison | Team            | Chassis          | Motor         | Rennen | Siege | Zweiter | Dritter | Poles | schn. Rennrunden | Punkte | WM-Pos. |
| ------ | --------------- | ---------------- | ------------- | ------ | ----- | ------- | ------- | ----- | ---------------- | ------ | ------- |
| 1950   | Guy Mairesse    | Talbot-Lago T26C | Talbot 4.5 L6 | 1      | −     | −       | −       | −     | −                | −      | NC      |
| 1951   | Ecurie Belgique | Talbot-Lago T26C | Talbot 4.5 L6 | 2      | −     | −       | −       | −     | −                | −      | NC      |
| Gesamt | Gesamt          | Gesamt           | Gesamt        | 3      | −     | −       | −       | −     | −                | −      |         |

#### Einzelergebnisse
| Saison | 1 | 2 | 3  | 4 | 5 | 6   | 7 | 8 |
| ------ | - | - | -- | - | - | --- | - | - |
| 1950   |   |   |    |   |   |     |   |   |
|        |   |   |    |   |   | DNF |   |   |
| 1951   |   |   |    |   |   |     |   |   |
| NC     |   |   | NC |   |   |     |   |   |

| Legende  | Legende            | Legende                                                          |
| Farbe    | Abkürzung          | Bedeutung                                                        |
| -------- | ------------------ | ---------------------------------------------------------------- |
| Gold     | –                  | Sieg                                                             |
| Silber   | –                  | 2. Platz                                                         |
| Bronze   | –                  | 3. Platz                                                         |
| Grün     | –                  | Platzierung in den Punkten                                       |
| Blau     | –                  | Klassifiziert außerhalb der Punkteränge                          |
| Violett  | DNF                | Rennen nicht beendet (did not finish)                            |
| Violett  | NC                 | nicht klassifiziert (not classified)                             |
| Rot      | DNQ                | nicht qualifiziert (did not qualify)                             |
| Rot      | DNPQ               | in Vorqualifikation gescheitert (did not pre-qualify)            |
| Schwarz  | DSQ                | disqualifiziert (disqualified)                                   |
| Weiß     | DNS                | nicht am Start (did not start)                                   |
| Weiß     | WD                 | zurückgezogen (withdrawn)                                        |
| Hellblau | PO                 | nur am Training teilgenommen (practiced only)                    |
| Hellblau | TD                 | Freitags-Testfahrer (test driver)                                |
| ohne     | DNP                | nicht am Training teilgenommen (did not practice)                |
| ohne     | INJ                | verletzt oder krank (injured)                                    |
| ohne     | EX                 | ausgeschlossen (excluded)                                        |
| ohne     | DNA                | nicht erschienen (did not arrive)                                |
| ohne     | C                  | Rennen abgesagt (cancelled)                                      |
| ohne     | keine WM-Teilnahme |                                                                  |
| sonstige | P/fett             | Pole-Position                                                    |
| sonstige | 1/2/3/4/5/6/7/8    | Punktplatzierung im Sprint-/Qualifikationsrennen                 |
| sonstige | SR/kursiv          | Schnellste Rennrunde                                             |
| sonstige | *                  | nicht im Ziel, aufgrund der zurückgelegten Distanz aber gewertet |
| sonstige | ()                 | Streichresultate                                                 |
| sonstige | unterstrichen      | Führender in der Gesamtwertung                                   |

### Le-Mans-Ergebnisse
| Jahr | Team                       | Fahrzeug                      | Teamkollege      | Platzierung | Ausfallgrund |
| ---- | -------------------------- | ----------------------------- | ---------------- | ----------- | ------------ |
| 1949 | Ecurie France              | Talbot-Lago Monoplace Decalee | Paul Vallée      | Ausfall     | Motorschaden |
| 1950 | Pierre Meyrat              | Talbot-Lago Monoplace Decalee | Pierre Meyrat    | Rang 2      |              |
| 1951 | Pierre Meyrat              | Talbot-Lago T26GS             | Pierre Meyrat    | Rang 2      |              |
| 1952 | Pierre Meyrat              | Talbot-Lago T26GS             | Pierre Meyrat    | Ausfall     | Ölpumpe      |
| 1953 | Automobiles Talbot-Darracq | Talbot-Lago T26S              | Georges Grignard | Ausfall     | Motorschaden |

### Einzelergebnisse in der Sportwagen-Weltmeisterschaft
| Saison | Team               | Rennwagen        | 1   | 2   | 3   | 4   | 5   | 6   | 7   |
| ------ | ------------------ | ---------------- | --- | --- | --- | --- | --- | --- | --- |
| 1953   | Automobiles Talbot | Talbot-Lago T26S | SEB | MIM | LEM | SPA | NÜR | RTT | CAP |
| 1953   | Automobiles Talbot | Talbot-Lago T26S | DNF |     |     |     |     |     |     |